# Overkill (album)
Overkill is het tweede studioalbum van de Britse rockband Motörhead. Het werd op 24 maart 1979 door Bronze Records uitgegeven. Het was het eerste album van de band met dit label. Overkill wordt door veel Motörhead-fans gezien als een klassieker en door sommigen ook als het beste album. De opnamen van Overkill vonden plaats in de Roundhouse Studios in Londen. De producer was Jimmy Miller.

## Muziek
| Nr. | Titel                    | Duur |
| --- | ------------------------ | ---- |
| 1.  | Overkill                 | 5:12 |
| 2.  | Stay clean               | 2:42 |
| 3.  | (I won’t) Pay Your Price | 2:57 |
| 4.  | I’ll Be Your Sister      | 2:55 |
| 5.  | Capricorn                | 4:11 |

| Nr. | Titel          | Duur |
| --- | -------------- | ---- |
| 1.  | No Class       | 2:41 |
| 2.  | Damage Case    | 3:02 |
| 3.  | Tear Ya Down   | 2:42 |
| 4.  | Metropolis     | 3:37 |
| 5.  | Limb From Limb | 4:57 |

| Nr. | Titel             | uitgave als                  | Duur |
| --- | ----------------- | ---------------------------- | ---- |
| 9.  | Too Late Too Late | B-kant van Overkill (single) | 3:25 |
| 10. | Like A Nightmare  | B-kant van No Class (single) | 4:27 |
| 11. | Louie, Louie      | single                       | 2:47 |
| 12. | Tear Ya Down      | instrumentale versie         | 2:39 |
| 13. | Louie, Louie      | alternatieve versie          | 2:52 |

## Personeel

### Motörhead
- Lemmy Kilmister - zang, basgitaar
- "Fast" Eddie Clarke – gitaar
- Phil "Philthy Animal" Taylor – drumstel

### Productie
- Jimmy Miller – producer
- Neil Richmond – producer ("Louie Louie", "Tear Ya Down")
- Ashley Howe – technicus
- Trevor Hallesy – technicus
- Giovanni Scatola – mastering (2005 remaster)
- Motörhead - uitvoerende producenten
- Joe Petagno – hoesontwerp
- Curt Evans – hoesontwerp (2005 remaster)

## Albumlijst
| Chart           | Hoogste positie |
| --------------- | --------------- |
| UK Albums Chart | 24 (11 weken)   |